# Przewodniczący Bundesratu
Przewodniczący Bundesratu (niem. Präsident des Bundesrates) – stanowisko najwyższego przedstawiciela izby wyższej parlamentu Niemiec, Bundesratu.

## Wybór
Przewodniczący Bundesratu jest wybierany na roczną kadencję (rozpoczynającą się 1 listopada) spośród szefów rządów krajów związkowych. Kolejność, w jakiej ma to miejsce, określa się na podstawie liczby mieszkańców landów. System takiej rotacji został zapisany w porozumieniu z 1950 roku zawartym w Königstein im Taunus. Zagwarantowano w ten sposób, że każdy z krajów związkowych, w ciągu 16 lat, będzie mieć swojego przewodniczącego.

## Obowiązki
Głównym obowiązkiem przewodniczącego jest zwoływanie sesji plenarnych Bundesratu i przewodniczenie im. Reprezentuje on Republikę Federalną Niemiec we wszystkich sprawach Bundesratu. Ponadto, przewodniczący Bundesratu wykonuje obowiązki Prezydenta Federalnego – w okresie wakatu na tym urzędzie lub istnienia przeszkody uniemożliwiającej prezydentowi urzędownie.

## Lista przewodniczących Bundesratu
| #  |  | Zdjęcie | Imię i nazwisko                   | od               | do                   | Partia  | Kraj związkowy                |
| -- |  | ------- | --------------------------------- | ---------------- | -------------------- | ------- | ----------------------------- |
| 1  |  |         | Karl Arnold (1901–1958)           | 7 września 1949  | 8 września 1950      | CDU     | Nadrenia Północna-Westfalia   |
| 2  |  |         | Hans Ehard (1887–1980)            | 8 września 1950  | 7 września 1951      | CSU     | Bawaria                       |
| 3  |  |         | Hinrich Wilhelm Kopf (1893–1961)  | 7 września 1951  | 6 września 1952      | SPD     | Dolna Saksonia                |
| 4  |  |         | Reinhold Maier (1889–1971)        | 7 września 1952  | 6 września 1953      | FDP     | Badenia-Wirtembergia          |
| 5  |  |         | Georg August Zinn (1901–1976)     | 7 września 1953  | 6 września 1954      | SPD     | Hesja                         |
| 6  |  |         | Peter Altmeier (1899–1977)        | 7 września 1954  | 6 września 1955      | CDU     | Nadrenia-Palatynat            |
| 7  |  |         | Kai-Uwe von Hassel (1913–1997)    | 7 września 1955  | 6 września 1956      | CDU     | Szlezwik-Holsztyn             |
| 8  |  |         | Kurt Sieveking (1897–1986)        | 7 września 1956  | 31 października 1957 | CDU     | Hamburg                       |
| 9  |  |         | Willy Brandt (1913–1992)          | 1 listopada 1957 | 31 października 1958 | SPD     | Berlin                        |
| 10 |  |         | Wilhelm Kaisen (1887–1979)        | 1 listopada 1958 | 31 października 1959 | SPD     | Brema                         |
| 11 |  |         | Franz Josef Röder (1909–1979)     | 1 listopada 1959 | 31 października 1960 | CDU     | Saara                         |
| 12 |  |         | Franz Meyers (1908–2002)          | 1 listopada 1960 | 31 października 1961 | CDU     | Nadrenia Północna-Westfalia   |
| 13 |  |         | Hans Ehard (1887–1980)            | 1 listopada 1961 | 31 października 1962 | CSU     | Bawaria                       |
| 14 |  |         | Kurt Georg Kiesinger (1904–1988)  | 1 listopada 1962 | 31 października 1963 | CDU     | Badenia-Wirtembergia          |
| 15 |  |         | Georg Diederichs (1900–1983)      | 1 listopada 1963 | 31 października 1964 | SPD     | Dolna Saksonia                |
| 16 |  |         | Georg August Zinn (1901–1976)     | 1 listopada 1964 | 31 października 1965 | SPD     | Hesja                         |
| 17 |  |         | Peter Altmeier (1899–1977)        | 1 listopada 1965 | 31 października 1966 | CDU     | Nadrenia-Palatynat            |
| 18 |  |         | Helmut Lemke (1907–1990)          | 1 listopada 1966 | 31 października 1967 | CDU     | Szlezwik-Holsztyn             |
| 19 |  |         | Klaus Schütz (1926–2012)          | 1 listopada 1967 | 31 października 1968 | SPD     | Berlin                        |
| 20 |  |         | Herbert Weichmann (1896–1983)     | 1 listopada 1968 | 31 października 1969 | SPD     | Hamburg                       |
| 21 |  |         | Franz Josef Röder (1909–1979)     | 1 listopada 1969 | 31 października 1970 | CDU     | Saara                         |
| 22 |  |         | Hans Koschnick (1929–2016)        | 1 listopada 1970 | 31 października 1971 | SPD     | Brema                         |
| 23 |  |         | Heinz Kühn (1912–1992)            | 1 listopada 1971 | 31 października 1972 | SPD     | Nadrenia Północna-Westfalia   |
| 24 |  |         | Alfons Goppel (1905–1991)         | 1 listopada 1972 | 31 października 1973 | CSU     | Bawaria                       |
| 25 |  |         | Hans Filbinger (1913–2007)        | 1 listopada 1973 | 31 października 1974 | CDU     | Badenia-Wirtembergia          |
| 26 |  |         | Alfred Kubel (1909–1999)          | 1 listopada 1974 | 31 października 1975 | SPD     | Dolna Saksonia                |
| 27 |  |         | Albert Osswald (1919–1996)        | 1 listopada 1975 | 31 października 1976 | SPD     | Hesja                         |
| 28 |  |         | Bernhard Vogel (1932–2025)        | 3 grudnia 1976   | 31 października 1977 | CDU     | Nadrenia-Palatynat            |
| 29 |  |         | Gerhard Stoltenberg (1928–2001)   | 1 listopada 1977 | 31 października 1978 | CDU     | Szlezwik-Holsztyn             |
| 30 |  |         | Dietrich Stobbe (1938–2011)       | 1 listopada 1978 | 31 października 1979 | SPD     | Berlin                        |
| 31 |  |         | Hans-Ulrich Klose (1937–2023)     | 1 listopada 1979 | 31 października 1980 | SPD     | Hamburg                       |
| 32 |  |         | Werner Zeyer (1929–2000)          | 1 listopada 1980 | 31 października 1981 | CDU     | Saara                         |
| 33 |  |         | Hans Koschnick (1929–2016)        | 1 listopada 1981 | 31 października 1982 | SPD     | Brema                         |
| 34 |  |         | Johannes Rau (1931–2006)          | 1 listopada 1982 | 31 października 1983 | SPD     | Nadrenia Północna-Westfalia   |
| 35 |  |         | Franz Josef Strauß (1915–1988)    | 1 listopada 1983 | 31 października 1984 | CSU     | Bawaria                       |
| 36 |  |         | Lothar Späth (1937–2016)          | 1 listopada 1984 | 31 października 1985 | CDU     | Badenia-Wirtembergia          |
| 37 |  |         | Ernst Albrecht (1930–2014)        | 1 listopada 1985 | 31 października 1986 | CDU     | Dolna Saksonia                |
| 38 |  |         | Holger Börner (1931–2006)         | 1 listopada 1986 | 24 kwietnia 1987     | SPD     | Hesja                         |
| 39 |  |         | Walter Wallmann (1930–2013)       | 15 maja 1987     | 31 października 1987 | CDU     | Hesja                         |
| 40 |  |         | Bernhard Vogel (1932–2025)        | 1 listopada 1987 | 31 października 1988 | CDU     | Nadrenia-Palatynat            |
| 41 |  |         | Björn Engholm (ur. 1939)          | 1 listopada 1988 | 31 października 1989 | SPD     | Szlezwik-Holsztyn             |
| 42 |  |         | Walter Momper (ur. 1945)          | 1 listopada 1989 | 31 października 1990 | SPD     | Berlin                        |
| 43 |  |         | Henning Voscherau (1941–2016)     | 1 listopada 1990 | 31 października 1991 | SPD     | Hamburg                       |
| 44 |  |         | Alfred Gomolka (1942–2020)        | 1 listopada 1991 | 19 marca 1992        | CDU     | Meklemburgia-Pomorze Przednie |
| 45 |  |         | Berndt Seite (ur. 1940)           | 15 maja 1992     | 31 października 1992 | CDU     | Meklemburgia-Pomorze Przednie |
| 46 |  |         | Oskar Lafontaine (ur. 1943)       | 1 listopada 1992 | 31 października 1993 | SPD     | Saara                         |
| 47 |  |         | Klaus Wedemeier (ur. 1944)        | 1 listopada 1993 | 31 października 1994 | SPD     | Brema                         |
| 48 |  |         | Johannes Rau (1931–2006)          | 1 listopada 1994 | 31 października 1995 | SPD     | Nadrenia Północna-Westfalia   |
| 49 |  |         | Edmund Stoiber (ur. 1941)         | 1 listopada 1995 | 31 października 1996 | CSU     | Bawaria                       |
| 50 |  |         | Erwin Teufel (ur. 1939)           | 1 listopada 1996 | 31 października 1997 | CDU     | Badenia-Wirtembergia          |
| 51 |  |         | Gerhard Schröder (ur. 1944)       | 1 listopada 1997 | 27 października 1998 | SPD     | Dolna Saksonia                |
| 52 |  |         | Hans Eichel (ur. 1944)            | 1 listopada 1998 | 7 kwietnia 1999      | SPD     | Hesja                         |
| 53 |  |         | Roland Koch (ur. 1958)            | 30 kwietnia 1999 | 31 października 1999 | CDU     | Hesja                         |
| 54 |  |         | Kurt Biedenkopf (1930–2021)       | 1 listopada 1999 | 31 października 2000 | CDU     | Saksonia                      |
| 55 |  |         | Kurt Beck (ur. 1944)              | 1 listopada 2000 | 31 października 2001 | SPD     | Nadrenia-Palatynat            |
| 56 |  |         | Klaus Wowereit (ur. 1953)         | 1 listopada 2001 | 31 października 2002 | SPD     | Berlin                        |
| 57 |  |         | Wolfgang Böhmer (1936–2025)       | 1 listopada 2002 | 31 października 2003 | CDU     | Saksonia-Anhalt               |
| 58 |  |         | Dieter Althaus (ur. 1958)         | 1 listopada 2003 | 31 października 2004 | CDU     | Turyngia                      |
| 59 |  |         | Matthias Platzeck (ur. 1953)      | 1 listopada 2004 | 31 października 2005 | SPD     | Brandenburgia                 |
| 60 |  |         | Peter Harry Carstensen (ur. 1947) | 1 listopada 2005 | 31 października 2006 | CDU     | Szlezwik-Holsztyn             |
| 61 |  |         | Harald Ringstorff (1939–2020)     | 1 listopada 2006 | 31 października 2007 | SPD     | Meklemburgia-Pomorze Przednie |
| 62 |  |         | Ole von Beust (ur. 1955)          | 1 listopada 2007 | 31 października 2008 | CDU     | Hamburg                       |
| 63 |  |         | Peter Müller (ur. 1955)           | 1 listopada 2008 | 31 października 2009 | CDU     | Saara                         |
| 64 |  |         | Jens Böhrnsen (ur. 1949)          | 1 listopada 2009 | 31 października 2010 | SPD     | Brema                         |
| 65 |  |         | Hannelore Kraft (ur. 1961)        | 1 listopada 2010 | 31 października 2011 | SPD     | Nadrenia Północna-Westfalia   |
| 66 |  |         | Horst Seehofer (ur. 1949)         | 1 listopada 2011 | 31 października 2012 | CSU     | Bawaria                       |
| 67 |  |         | Winfried Kretschmann (ur. 1948)   | 1 listopada 2012 | 31 października 2013 | Zieloni | Badenia-Wirtembergia          |
| 68 |  |         | Stephan Weil (ur. 1958)           | 1 listopada 2013 | 31 października 2014 | SPD     | Dolna Saksonia                |
| 69 |  |         | Volker Bouffier (ur. 1951)        | 1 listopada 2014 | 31 października 2015 | CDU     | Hesja                         |
| 70 |  |         | Stanislaw Tillich (ur. 1959)      | 1 listopada 2015 | 31 października 2016 | CDU     | Saksonia                      |
| 71 |  |         | Malu Dreyer (ur. 1961)            | 1 listopada 2016 | 31 października 2017 | SPD     | Nadrenia-Palatynat            |
| 72 |  |         | Michael Müller (ur. 1964)         | 1 listopada 2017 | 31 października 2018 | SPD     | Berlin                        |
| 73 |  |         | Daniel Günther (ur. 1973)         | 1 listopada 2018 | 31 października 2019 | CDU     | Szlezwik-Holsztyn             |
| 74 |  |         | Dietmar Woidke (ur. 1961)         | 1 listopada 2019 | 31 października 2020 | SPD     | Brandenburgia                 |
| 75 |  |         | Reiner Haseloff (ur. 1954)        | 1 listopada 2020 | 31 października 2021 | CDU     | Saksonia-Anhalt               |
| 76 |  |         | Bodo Ramelow (ur. 1956)           | 1 listopada 2021 | 31 października 2022 | Lewica  | Turyngia                      |
| 77 |  |         | Peter Tschentscher (ur. 1966)     | 1 listopada 2022 | 31 października 2023 | SPD     | Hamburg                       |
| 78 |  |         | Manuela Schwesig (ur. 1974)       | 1 listopada 2023 | 31 października 2024 | SPD     | Meklemburgia-Pomorze Przednie |
| 79 |  |         | Anke Rehlinger (ur. 1976)         | 1 listopada 2024 | nadal                | SPD     | Saara                         |